# Paolo Cortese
Paolo Cortese (Napoli, 15 dicembre 1827 – Napoli, 21 dicembre 1876) è stato un politico italiano.
Nato in una famiglia di origini lucane, fu deputato per i collegi di Napoli e Potenza, Ministro di grazia e giustizia del Regno d'Italia nel Governo La Marmora II.

## Biografia
Figlio di Luca Cortese e Rosa Papa, intraprese fin da giovane gli studi giuridici, anche se ben presto si lasciò distrarre dalla passione politica. Infatti, nel gennaio del 1848, insieme con l'amico Filippo Agresti, il giovanissimo studente napoletano partecipò alla insurrezione nella provincia di Potenza, mirante a chiedere a re Ferdinando II delle Due Sicilie la concessione di una Costituzione. Lo scoppio dei moti del 1848 non impedì però a Cortese di laurearsi, nel giugno dello stesso anno, in legge e ad intraprendere la carriera da avvocato.
Negli anni seguenti, dopo il ritorno all'assolutismo da parte del sovrano borbonico, il giovane avvocato, di idee patriottiche liberali, venne perseguitato dalla polizia borbonica, anche se nel 1854 la Camera di Consiglio di Napoli non ritenne di dover procedere penalmente contro di lui. Moderato filo-piemontese, nel 1860, in occasione della Spedizione dei Mille, aderì al "Comitato dell'Ordine", istituito segretamente da Cavour a Napoli per tentare invano di far scoppiare nella città partenopea una rivolta moderata filo-piemontese prima dell'arrivo di Giuseppe Garibaldi.
Dopo l'Unità d'Italia, Paolo Cortese si diede alla carriera politica: infatti, alle elezioni suppletive del 21 dicembre 1862 venne eletto deputato per il collegio di Napoli, sedendo alla Camera dei deputati tra i banchi della Destra storica. Per la sua capacità giuridica e finanziaria, Cortese fu chiamato a numerosi incarichi parlamentari: ad esempio, nel 1864 divenne relatore di un'apprezzata relazione sul progetto di legge presentato da guardasigilli Giuseppe Pisanelli riguardante la soppressione delle corporazioni religiose. Così, nel giugno del 1865 il ministro delle Finanze, Quintino Sella, lo chiamò al ministero come segretario generale, mentre due mesi dopo, il 10 agosto, il Presidente del Consiglio dei ministri Alfonso La Marmora lo nominò ministro della Giustizia al posto del dimissionario Giuseppe Vacca.
La sua attività di ministro fu assai solerte, sebbene il ministero avesse vita breve, cadendo il 31 dicembre 1865: Cortese infatti trasferì la sede del suo dicastero da Torino a Firenze, in conseguenza della Convenzione di settembre, firmò il codice di procedura penale e il regolamento sulla stato civile italiano e tentò un riordino della magistratura nazionale e delle circoscrizioni giudiziarie, per rendere più efficiente l'amministrazione giudiziaria. Il suo progetto più importante riguardò però quello sulle corporazioni religiose, presentato insieme al ministro Sella il 13 dicembre 1865, che prevedeva la liquidazione dell'asse ecclesiastico e la soppressione delle corporazioni stesse. Il progetto di legge sarebbe stato parzialmente approvato solo il 7 luglio 1866, dopo il parere favorevole di una commissione parlamentare della quale facevano parte Giovanni Lanza, Giuseppe Pisanelli e Matteo Raeli, in quanto era in corso la Terza Guerra d'Indipendenza contro l'Austria.
Da allora Paolo Cortese non ebbe più incarichi governativi, ma continuò il suo impegno politico: eletto deputato nel 1865 per il collegio di Potenza, nelle elezioni della primavera del 1871 si candidò in quello di Agnone, divenendo anche commissario della Cassa depositi e prestiti, membro delle commissioni Bilancio e Giustizia, mentre ebbe anche un ruolo importante nell'approvazione di disegni di legge come quello sulla incompatibilità parlamentare e sull'ordinamento dell'amministrazione centrale e provinciale, oltre a votare a favore della legge del 1873 per la soppressione delle corporazioni religiose romane.
Ritiratosi dalla vita politica nel 1874 a causa di una grave malattia, Paolo Cortese morì a Napoli il 21 dicembre 1876, a soli 49 anni.